# وزارة القانون والعدل (باكستان)
وزارة القانون والعدل في باكستان (بالأردوية: وزارتِ قانون و انصاف)‏ (إختصاراً بالإنجليزية: MoJ ) هي وزارة على مستوى مجلس الوزراء في باكستان ، وهي مسؤولة عن إنفاذ القانون وإقامة العدل .
تُعرف الشخصية التنفيذية السياسية للوزارة باسم وزير القانون والعدل وحقوق الإنسان ، والذي يجب أن يكون مشرعًا وبرلمانيًا منتخبًا. ويرتبط وزير العدل بإنفاذ القوانين وإدارة الإدارات القضائية الحكومية، وهو وجه عام للحكومة في الخدمات القانونية التي تتطلبها الدولة. ويرأس إدارة الوزارة وزير القانون الباكستاني . ويمثل الوزارة أيضًا النائب العام بصفته المسؤول الرئيسي عن إنفاذ القانون في الحكومة الفيدرالية، ويمثلها في قضايا المحكمة العليا الباكستانية المدنية، ويساعد وزير العدل والحكومة في القضايا القانونية. يتم ترشيح كل من وزير العدل والمدعي العام من قبل رئيس وزراء باكستان، وهما عضوان في مجلس الوزراء . ويرأسها حاليًا أحمد عرفان أسلم اعتبارًا من 17 أغسطس 2023.